# Theorie der Kunst
Als Theorie der Kunst, auch Kunsttheorie, können alle diskursiven Abhandlungen verstanden werden, die das Wesen, die Voraussetzungen sowie möglichen sachimmanenten Gesetzmäßigkeiten von Kunst (im weiten Sinne: Bildende Kunst, Literatur, Musik, Darstellende Kunst, Angewandte Kunst) theoretisch zu bestimmen versuchen.

## Charakteristika
Kunsttheorie ist ein umfassender Begriff, der sich mit der Genese, dem Wesen und der Funktion der Kunst, vorwiegend der bildenden Kunst, in Geschichte und Gesellschaft beschäftigt.
Es bestehen Verwandtschaften und Überschneidungen zur Kunstgeschichte, Ästhetik, Kunstkritik und neuerdings zu den Kulturwissenschaften, aber auch zur Philosophie, Psychologie, Medientheorie und zur Wahrnehmungsforschung.

## Geschichte
Historische Kunsttheorie findet man beispielsweise in Texten von Immanuel Kant (Kritik der Urteilskraft), Hegel (Vorlesungen über Ästhetik), Schiller (Über die ästhetische Erziehung des Menschen; Kallias oder über die Schönheit), Schelling (Philosophie der Kunst) oder Konrad Fiedler (Schriften zur Kunst).
Einige bekannte Kunsttheoretiker des 20. Jahrhunderts sind: Theodor W. Adorno, Roland Barthes, Walter Benjamin, Bazon Brock, Benjamin H. D. Buchloh, Peter Bürger, Arthur C. Danto, Guy Debord, Thierry de Duve (* 1944), Dagobert Frey, Michael Fried, Ernst Gombrich, Clement Greenberg, Rosalind Krauss, Donald Kuspit, Gert Mattenklott und Susan Sontag.
Viele Künstler, zum Beispiel Paul Cézanne, Kasimir Malewitsch, Wassily Kandinsky, Paul Klee, Joseph Beuys, Marcel Duchamp, Andy Warhol, John Heartfield, Wolf Vostell, John Steinbeck, Jackson Pollock, Jean Cocteau, verfassten selber Theorien ihrer Kunst.

## Zitate
Künstler, die natürlich stets pro domo sprechen, sind nicht unbedingt berufen, selber aufklärend zu wirken. Der Dichter Arno Holz, dem Naturalismus verpflichtet, formulierte sein Kunstgesetz um 1900:

„Kunst = Natur – X“

X steht für die künstlerischen Reproduktionsmittel und deren Handhabung durch den Künstler und solle möglichst minimal gehalten werden, um die Differenz zwischen Kunst und Natur klein zu halten.
Die moderne Tendenz der Zerstörung aller Werte drückt sich bereits Anfang des 20. Jahrhunderts durch das (ironisch?) formulierte „Kunstgesetz“ des Dada aus, hier in einer Formulierung von Hugo Kersten aus dem Jahr 1914:

„Das oberste und letzte Kunstgesetz ist: jedes zu brechen.“

Pragmatischer und sicherlich ironisch formulierte Kurt Tucholsky sein „Kunstgesetz“ nebenbei in einem gnadenlosen Verriss:

„Es gibt ein Kunstgesetz, das ewig ist: Wir wollen nicht gelangweilt werden!“